# Ditula
Ditula là một chi bướm đêm thuộc phân họ Tortricinae của họ Tortricidae.

## Các loài
- Ditula angustiorana (Haworth, [1811])
- Ditula saturana (Turati, 1913)